# (27) Euterpe
(27) Euterpe ist ein Asteroid des inneren Hauptgürtels, der am 8. November 1853 vom englischen Astronomen John Russell Hind am George Bishop’s Observatory in London entdeckt wurde.
Der Asteroid wurde benannt nach Euterpe, der Muse der Musik und Lyrik. Ihr Symbol war die Flöte. Einige Legenden besagen, dass sie die Flöte und alle Blasinstrumente erfunden hat. Sie liebte wilde Melodien und verkehrte eher mit Dionysos als mit Apollon.

## Wissenschaftliche Auswertung
Mit Daten radiometrischer Beobachtungen im Infraroten am Mauna-Kea-Observatorium auf Hawaiʻi von 1973 wurden für (27) Euterpe erstmals Werte für den Durchmesser und die Albedo von 116 km und 0,12 bestimmt. Radarastronomische Untersuchungen am Arecibo-Observatorium vom 20. bis 24. November 1986 bei 2,38 GHz ergaben für (27) Euterpe einen effektiven Durchmesser von 118 ± 21 km. Eine Auswertung von Beobachtungen durch das Projekt NEOWISE im nahen Infrarot führte 2011 zu vorläufigen Werten für den Durchmesser und die Albedo im sichtbaren Bereich von 118,0 km bzw. 0,20. Nach neuen Messungen mit NEOWISE wurden die Werte 2014 auf 114,1 km bzw. 0,22 geändert. Mit einer Auswertung von zwei Sternbedeckungen durch den Asteroiden konnte in einer Untersuchung von 2020 ein mittlerer Durchmesser von 108,5 ± 0,5 km bestimmt werden.
Eine spektroskopische Untersuchung von 820 Asteroiden zwischen November 1996 und September 2001 am La-Silla-Observatorium in Chile ergab für (27) Euterpe eine taxonomische Klassifizierung als S- bzw. L-Typ.
Photometrische Beobachtungen von (27) Euterpe fanden erstmals statt im Oktober und November 1962 in China. Dabei konnte aus den aufgezeichneten Daten für die Rotationsperiode ein Wert von 8,5 h abgeleitet werden. Dieser Wert wurde daraufhin für viele Jahre als glaubhaft angesehen. Eine kurze Beobachtung vom 22. Januar 1991 am Observatorium Belogradtschik in Bulgarien konnte nicht weiter ausgewertet werden. Als neue Daten Hinweise darauf lieferten, dass diese Periode nicht korrekt sein könnte, begannen vier Observatorien in Colorado, Kalifornien und Malta im Juli 2000 eine Kollaboration zur Bestimmung der Rotationsperiode. Die Auswertung der gemessenen Lichtkurven aus 12 Nächten führte zum sicheren Ausschluss aller anderen Ergebnisse außer einem Wert von 10,410 h.

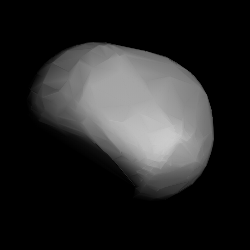
Berechnetes 3D-Modell von (27) Euterpe

Dies konnte auch durch weitere Beobachtungen am 13. und 14. November 1993 sowie vom 6. bis 9. November 2004 am Osservatorio Astrofisico di Catania in Italien bestätigt werden. Die etwas lückenhafte Lichtkurve wurde hier zu einer Rotationsperiode von 10,377 h ausgewertet. Auch neue Messungen während fünf Nächten vom 12. Juni bis 15. Juli 2010 am Organ Mesa Observatory in New Mexico führten zu einer Rotationsperiode von 10,407 h.
Unter Verwendung der archivierten Daten aus dem Jahr 2000 sowie weiterer Messungen vom März 2009, Juli 2010 und August 2011 bestimmte eine Untersuchung von 2012 erstmals ein dreidimensionales Gestaltmodell des Asteroiden sowie zwei alternative Lösungen für die Position der Rotationsachse mit einer retrograden Rotation und eine Periode von 10,4082 h. Die Analyse wurde dadurch erschwert, dass (27) Euterpe möglicherweise, aber nicht sicher, auf seiner Oberfläche unterschiedliche Albedo-Eigenschaften aufweist. Die Auswertung von 54 vorliegenden Lichtkurven führte dann in einer Untersuchung von 2016 erneut zur Erstellung eines dreidimensionalen Gestaltmodells des Asteroiden für zwei alternative Rotationsachsen, allerdings mit prograder Rotation, und einer Periode von 10,40193 h.
Abschätzungen von Masse und Dichte für den Asteroiden (27) Euterpe aufgrund von gravitativen Beeinflussungen auf Testkörper ergaben in einer Untersuchung von 2012 eine Masse von etwa 1,67·1018 kg, was mit einem angenommenen Durchmesser von etwa 106 km zu einer Dichte von 2,69 g/cm³ führte bei einer Porosität von 19 %. Diese Werte besitzen eine hohe Unsicherheit im Bereich von ±63 %. Eine weitere Untersuchung von 2017 bestimmte die Masse von (27) Euterpe zu etwa 3,82·1018 kg mit einer Unsicherheit von ±36 %.

## Euterpe-Familie
(27) Euterpe ist namensgebendes und größtes Mitglied einer Asteroidenfamilie mit ähnlichen Bahneigenschaften, wie eine Große Halbachse von 2,29–2,43 AE, eine Exzentrizität von 0,18–0,21 und eine Bahnneigung von 0,6°–1,6°. Taxonomisch handelt es sich um Asteroiden der Spektralklasse S, L und Q, die mittlere Albedo liegt bei 0,27. Der Euterpe-Familie wurden im Jahr 2019 etwa 540 Mitglieder zugerechnet.